# Caproni Ca.1
O Caproni Ca.1 foi um avião experimental italiano, foi o primeiro avião criado pela Caproni, projetado por Giovanni Battista "Gianni" Caproni no ano de 1910. Somente um foi produzido, hoje ele se encontra no Parque e Museu de Voo de Volandia, que se localiza na Via per Tornavento, 15 em Somma Lombardo, Província de Varese, Itália.
|  |

## Especificações
Dados de: Taylor.
Descrições gerais
- Tripulação: 1 - piloto
- Capacidade: 1 - passageiro
- Comprimento: 9,86 m (32 ft)
- Envergadura: 10,50 m (34 ft)
- Altura: 3,36 m (11 ft)
- Área alar: 38 m² (409 ft²)
- Peso vazio: 550 kg (1 210 lb)
- Peso bruto (carregado): 380 kg (838 lb)
- Peso de decolagem: 650 kg (1 430 lb)

Motorização
- Número de motores: 1x
- Tipo do motor: Motor a pistão radial
- Fabricante/modelo: Miller 22hp radial
- Potência por motor: 25 hp (18,6 kW)

Performance
- Velocidade máxima: 80 km/h (49,7 mph)